# 無防獸
無防獸（學名Anoplotherium）是一屬已滅絕的有蹄類。牠們生存於始新世晚期至漸新世早期。牠們的化石最初是於法國巴黎發現。

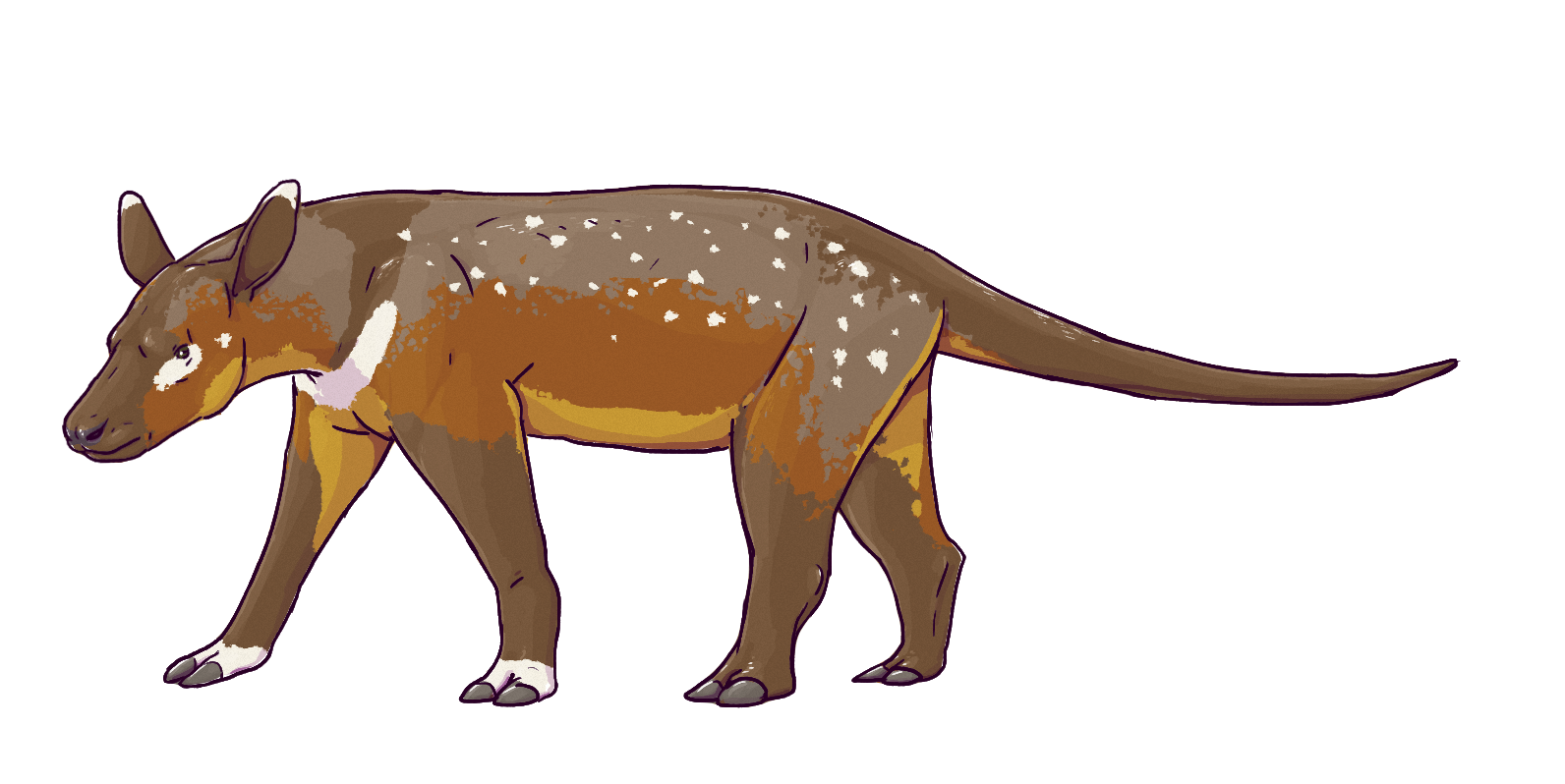
復原圖